# Tiigi järv
Tiigi järv (järv = See) ist ein natürlicher See in der Landgemeinde Saaremaa im Kreis Saare, auf der größten estnischen Insel Saaremaa. 270 Meter vom 6,5 Hektar großen See entfernt liegt der Ort Neeme und 480 Meter entfernt die Ostsee. Mit einer maximalen Tiefe von einem Meter ist er sehr seicht.
Südöstlich liegt der Põdragu järv.